# Silly-le-Long
Silly-le-Long és un municipi francès, situat al departament de l'Oise i a la regió dels Alts de França. L'any 2007 tenia 1.139 habitants.

## Demografia

### Població
El 2007 la població de fet de Silly-le-Long era de 1.139 persones. Hi havia 404 famílies de les quals 56 eren unipersonals (12 homes vivint sols i 44 dones vivint soles), 112 parelles sense fills, 196 parelles amb fills i 40 famílies monoparentals amb fills.
La població ha evolucionat segons el següent gràfic:
Habitants censats

### Habitatges
El 2007 hi havia 424 habitatges, 406 eren l'habitatge principal de la família, 2 eren segones residències i 16 estaven desocupats. 390 eren cases i 30 eren apartaments. Dels 406 habitatges principals, 339 estaven ocupats pels seus propietaris, 54 estaven llogats i ocupats pels llogaters i 13 estaven cedits a títol gratuït; 2 tenien una cambra, 14 en tenien dues, 42 en tenien tres, 93 en tenien quatre i 255 en tenien cinc o més. 353 habitatges disposaven pel capbaix d'una plaça de pàrquing. A 142 habitatges hi havia un automòbil i a 242 n'hi havia dos o més.

### Piràmide de població
La piràmide de població per edats i sexe el 2009 era:
| Homes | Edats   | Dones |
| ----- | ------- | ----- |
| 0     | 95 o +  | 4     |
| 4     | 90 a 94 | 4     |
| 12    | 85 a 89 | 0     |
| 4     | 80 a 84 | 4     |
| 16    | 75 a 79 | 16    |
| 16    | 70 a 74 | 20    |
| 16    | 65 a 69 | 20    |
| 8     | 60 a 64 | 4     |
| 16    | 55 a 59 | 20    |
| 36    | 50 a 54 | 16    |
| 60    | 45 a 49 | 64    |
| 48    | 40 a 44 | 44    |
| 56    | 35 a 39 | 32    |
| 48    | 30 a 34 | 72    |
| 48    | 25 a 29 | 20    |
| 20    | 20 a 24 | 24    |
| 40    | 15 a 19 | 36    |
| 64    | 10 a 14 | 44    |
| 40    | 5 a 9   | 40    |
| 12    | 0 a 4   | 48    |

## Economia
El 2007 la població en edat de treballar era de 778 persones, 617 eren actives i 161 eren inactives. De les 617 persones actives 571 estaven ocupades (308 homes i 263 dones) i 46 estaven aturades (25 homes i 21 dones). De les 161 persones inactives 42 estaven jubilades, 71 estaven estudiant i 48 estaven classificades com a «altres inactius».

### Ingressos
El 2009 a Silly-le-Long hi havia 387 unitats fiscals que integraven 1.102,5 persones, la mediana anual d'ingressos fiscals per persona era de 24.332 €.

### Activitats econòmiques
Dels 24 establiments que hi havia el 2007, 1 era d'una empresa extractiva, 1 d'una empresa alimentària, 2 d'empreses de construcció, 4 d'empreses de comerç i reparació d'automòbils, 3 d'empreses de transport, 2 d'empreses d'hostatgeria i restauració, 3 d'empreses d'informació i comunicació, 1 d'una empresa financera, 1 d'una empresa immobiliària, 3 d'empreses de serveis i 3 d'empreses classificades com a «altres activitats de serveis».
Dels 5 establiments de servei als particulars que hi havia el 2009, 1 era un taller de reparació d'automòbils i de material agrícola, 1 guixaire pintor, 1 perruqueria, 1 restaurant i 1 agència immobiliària.
L'únic establiment comercial que hi havia el 2009 era una fleca.
L'any 2000 a Silly-le-Long hi havia 9 explotacions agrícoles que ocupaven un total de 1.467 hectàrees.

## Equipaments sanitaris i escolars
El 2009 hi havia una escola elemental.

## Poblacions més properes
El següent diagrama mostra les poblacions més properes.